# Група ризику (фільм)
«Група ризику» (рос. «Группа риска») — радянський трисерійний художній телефільм 1991 року, знятий режисером Володимиром Лаптєвим на студіях «Євразія», «Союзтелефільм» й Свердловській кіностудії.

## Сюжет
Телефільм за однойменним романом Євгена Богданова. 1988 рік. Зварювальник Сладков повертається з дружиною Тамарою на Батьківщину після п'ятирічного відрядження в Африку. У них немає дітей, а в одному притулку для сиріт живе син Тамариної сестри. Група ризику — це діти з сенсорним голодуванням. Складне завдання — знайти собі сина, а ситуація складається ще більш несподівано.

## У ролях
- Олексій Булдаков — Юрій Михайлович Сладков
- Любов Руденко — Тамара Сладкова, дружина Юрія
- Андрій Щербаков — Хромов, старший лейтенант міліції, дільничний
- Ольга Конська — Ніна Малишева, водійка тролейбуса, подруга Наташі Рибіної
- Олена Амінова — Дагмара Еммануїлівна («Шахіня»)
- Олександр Волхонський — Воля
- Тамара Акулова — Аліса Полякова, акторка, дружина Волі
- Любов Тєплова — Петруніна, алкоголічка
- Анна Лобанова — Наташа Рибіна
- Віра Тютріна — Марина, перукарка, подруга Тамари
- Софія Тіунова — Варвара Порфиріївна Злотникова, сусідка Наташі і «Шахіні»
- Галина Новенц — Гаяне Іванівна, директор дитячого будинку
- В'ячеслав Анісімов — Максим Якович, літератор
- Володимир Чермянінов — «Полкан», чиновник
- Василь П'янков — Леонід Ісайович Біркін, чиновник
- Олег Гущин — Ігор Іванович, черговий у Порфирівни
- Микола Бадьєв — дядько Льоша, відвідувач пивної, махровий сталініст
- Валерій Мазур — Володя-амбал
- Едуард Черняк — відвідувач у Дагмари Еммануїлівни, дресирувальник собачок
- Сергій Сметанін — Сергій Сергійович, представник заводу
- Анатолій Бродський — Форостян, ватажок банди
- Ольга Кравченко — медсестра Галя, чергова у Порфирівни
- Олена Суровцева — вихователька піонертабору
- Василь Бажин — водій «Жигулів»
- Фелікс Коньков — Біркін-молодший
- Василь Буйнов — Петро Миколайович, служитель ВОХР
- Микола Чукін — вахтер
- Галина Хорошавіна — продавчиня винного магазину
- Володимир Марченко — епізод
- Сергій Лазарев — епізод
- Анна Виноградова — мати Тамари
- Любов Ревякіна — Зіна
- Павло Федосєєв — Сан Санич
- Олексій Петров — Владислав Борисович Горобець, голова ЖБК
- Анна Кучковська — епізод
- Женя Попов — епізод
- Герман Личко — епізод
- Віталій Царегородцев — епізод
- Валерій Івко — епізод
- Андрій Колінюк — епізод
- Микита Третьяков — вантажник-мафіозі
- Сергій Піоро — вантажник-мафіозі
- Микола Денисенко — епізод
- Раїс Галямов — алкоголік у витверезнику
- Борис Волчек — епізод
- Віра Банних — епізод
- Володимир Пігін — епізод
- В'ячеслав Піскунов — епізод
- Олег Комаров — наперсточник і відвідувач пивної
- А. Ісмаїлов — епізод
- Олег Ніколаєвський — епізод
- М. Шпілєв — епізод
- В. Бєссонов — епізод
- В. Куликова — епізод
- Д. Сабуров — епізод
- В. Ємельянов — епізод
- М. Алтинов — епізод
- В'ячеслав Воскресенський — епізод
- М. Бєлозьоров — епізод
- Валерій Храмцов — епізод
- Сергій Коркодінов — дружинник
- Андрій Нєустроєв — епізод
- Н. Чукап — епізод
- А. Пагуба — епізод
- Г. Гармаш — епізод
- Віктор Тихонов — епізод
- Костянтин Іванов — працівник пивбару
- Е. Баранов — епізод
- М. Корнєєва — епізод
- Костянтин Юшкевич — епізод
- В'ячеслав Логінов — епізод
- Олег Лєушин — молодий зварювальник
- Ігор Алтинов — епізод
- Т. Славнін — епізод
- Л. Волкова — епізод
- Г. Мамаєва — епізод
- Є. Деревянкина — епізод
- Євген Орлов — епізод
- В. Самакін — епізод
- С. Охонін — епізод
- Наталія Корнєєва — епізод
- Валерій Васильєв — алкоголік
- Володимир Авдєєв — епізод
- К. Алієв — епізод
- Світлана Алієва — епізод
- В. Баранов — епізод
- Леонід Осокін — епізод
- В. Абакумов — епізод
- В. Прохоренко — епізод
- Ж. Копилова — епізод

## Знімальна група
- Режисер — Володимир Лаптєв
- Сценарист — К. Бокарєв
- Оператор — В'ячеслав Єврілов
- Композитор — Володимир Лебедєв
- Художник — Володимир Авдєєв